# Physeterula
Physeterula була доісторичним близьким родичем кашалота з міоцену. Скам'янілості були знайдені в Європі та США.
Цей великий вид є найбільш стійким фізетеридом, який зберігає функціональні верхні зуби без емалі.